# Königliches Gymnasium zu Schrimm

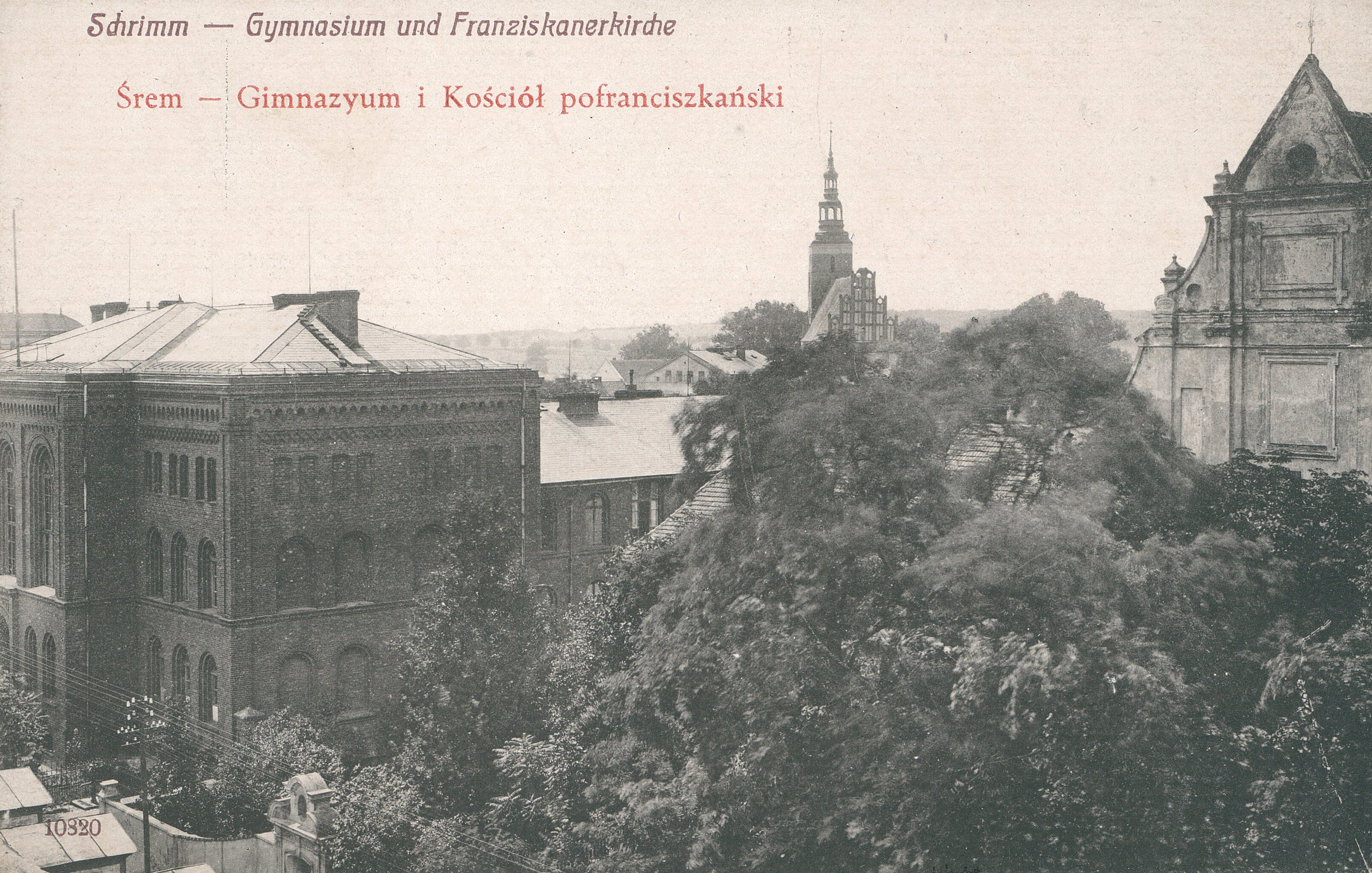
Älteres Gymnasialgebäude (links)

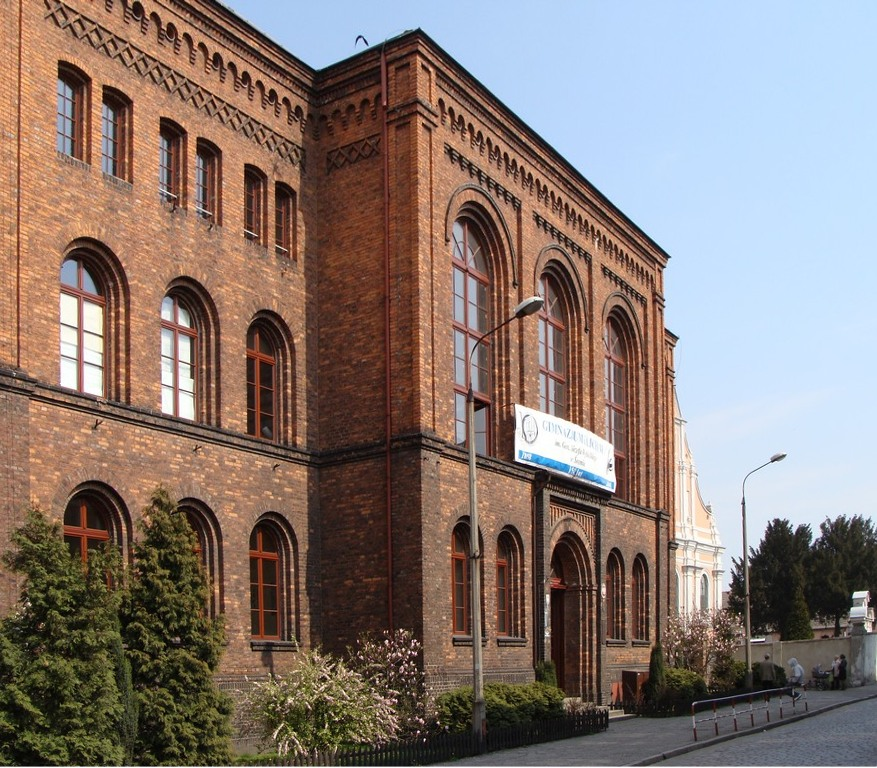
Späteres Gymnasiumsgebäude, seit 1870

Das Königliche Gymnasium zu Schrimm bestand von 1866 bis 1919.

## Geschichte

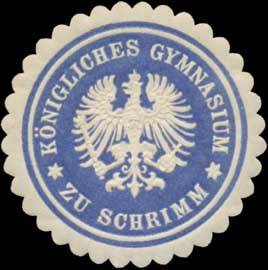
Siegelmarke des königlichen Gymnasiums zu Schrimm

1858 wurde eine höhere Knabenschule im ehemaligen Franziskanerkloster in Schrimm in der Provinz Posen gegründet.  1861 wurde diese in ein Progymnasium umgewandelt und 1866 in ein Gymnasium. Dieses stand seit 1868 unter staatlicher (königlicher) Verwaltung. 1870 wurde ein neues Schulgebäude eingeweiht. 1873 wurde die deutsche Unterrichtssprache auch für den katholischen Religionsunterricht verpflichtend, wie in den anderen Gymnasien in der Provinz Posen und Westpreußen auch, worauf der junge Vikar Florian von Stablewski (der spätere Erzbischof von Posen-Gnesen) seine Tätigkeit als Religionslehrer beendete, gemäß der Anordnung des Erzbischofs.
Die meisten Schüler waren polnisch und katholisch, einige jüdisch, nur wenige deutsch und evangelisch.   Trotzdem wurde das Gymnasium als simultan bezeichnet und nicht als katholisch (wie das Mariengymnasium in Posen, und die Gymnasien in Ostrowo und Trzemeszno).

## Weitere Nutzung
1919 wurde das Gymnasium geschlossen. Danach befand sich dort ein polnisches Gymnasium.
1939 wurde das Gebäude nach dem deutschen Überfall auf Polen als militärische Unterkunft genutzt, seit 1942 war dort eine gemischte Mittelschule für Jungen und Mädchen. Seit April 1945 gab es wieder eine polnische Schule. Gegenwärtig befindet sich dort ein Liceum.

## Persönlichkeiten

### Lehrer
Direktoren
- Hermann Geist, 1858–1861[3]
- Julius Stephan, 1861–1873[4]
- Wilhelm Guttmann, 1873–1878[5]

- Wilhelm Schneider
- Karl Martin
- Heinrich Schmolka, 1895–1898
- Julian Ziaja, 1898–nach 1903[6]
- Friedrich Reiche
- Gustav Adam
- August Wundrack, 1911–1918

Weitere Lehrer
- Florian von Stablewski,  katholischer Religionslehrer, gab diese Tätigkeit 1873 auf, als er den Unterricht in deutscher statt bisher in polnischer Sprache halten sollte

### Schüler
- Antoni Chudziński (1849–1907), seit 1861
- Bernhard Karl Stephan (1855–1914), Jurist und Reichstagsabgeordneter  (1855–1914), Jurist und Reichstagsabgeordneter
- Walter Iffland (1856–1899), Verwaltungsjurist
- Hermann Schreiber (1822–1954), Abitur 1901, später Rabbiner in Potsdam